# Famille Foscarini
 (juillet 2024).
La famille Foscarini est une famille patricienne de Venise.

## Personnalités
- Marco Foscarini, doge de Venise au XVIIIe siècle ;
- Jacopo Foscarini, procurateur de Saint-Marc et amiral des flottes ;
- Marin Foscarini, premier 6e procurateur de Saint-Marc de l'histoire en 1319 ;
- Michele Foscarini, 1632-1692 ;
- Giacomo Maria Foscarini, qui a prouvé dans des travaux publiés en 1819 et 1820 que la muscardine, maladie du ver à soie, est contagieuse.
- Paolo Antonio Foscarini 1565-1616 philosophe et scientifique italien; (8076) Foscarini astéroïde nommé d’après le Paolo Antonio[1].

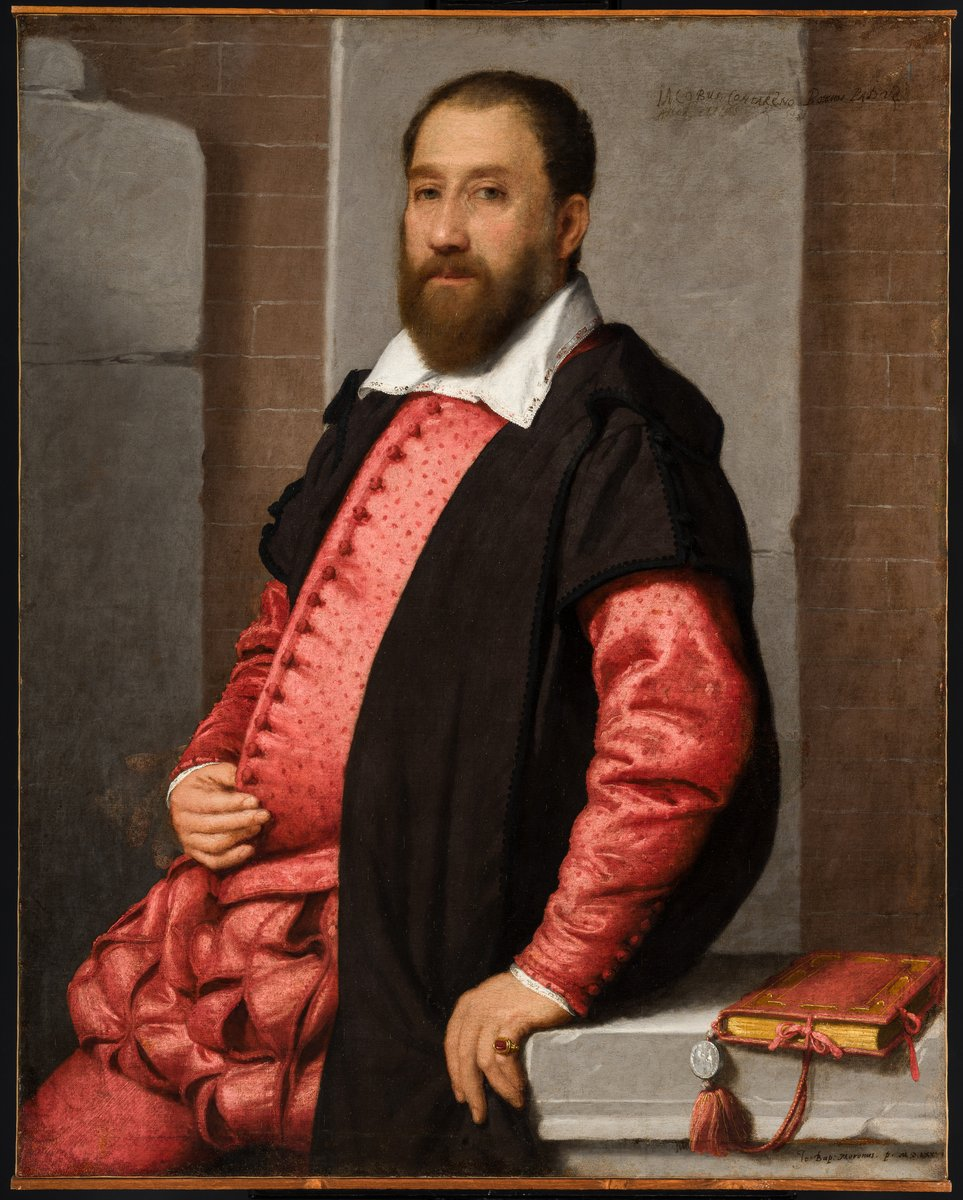
Portrait de Jacopo Foscarini.
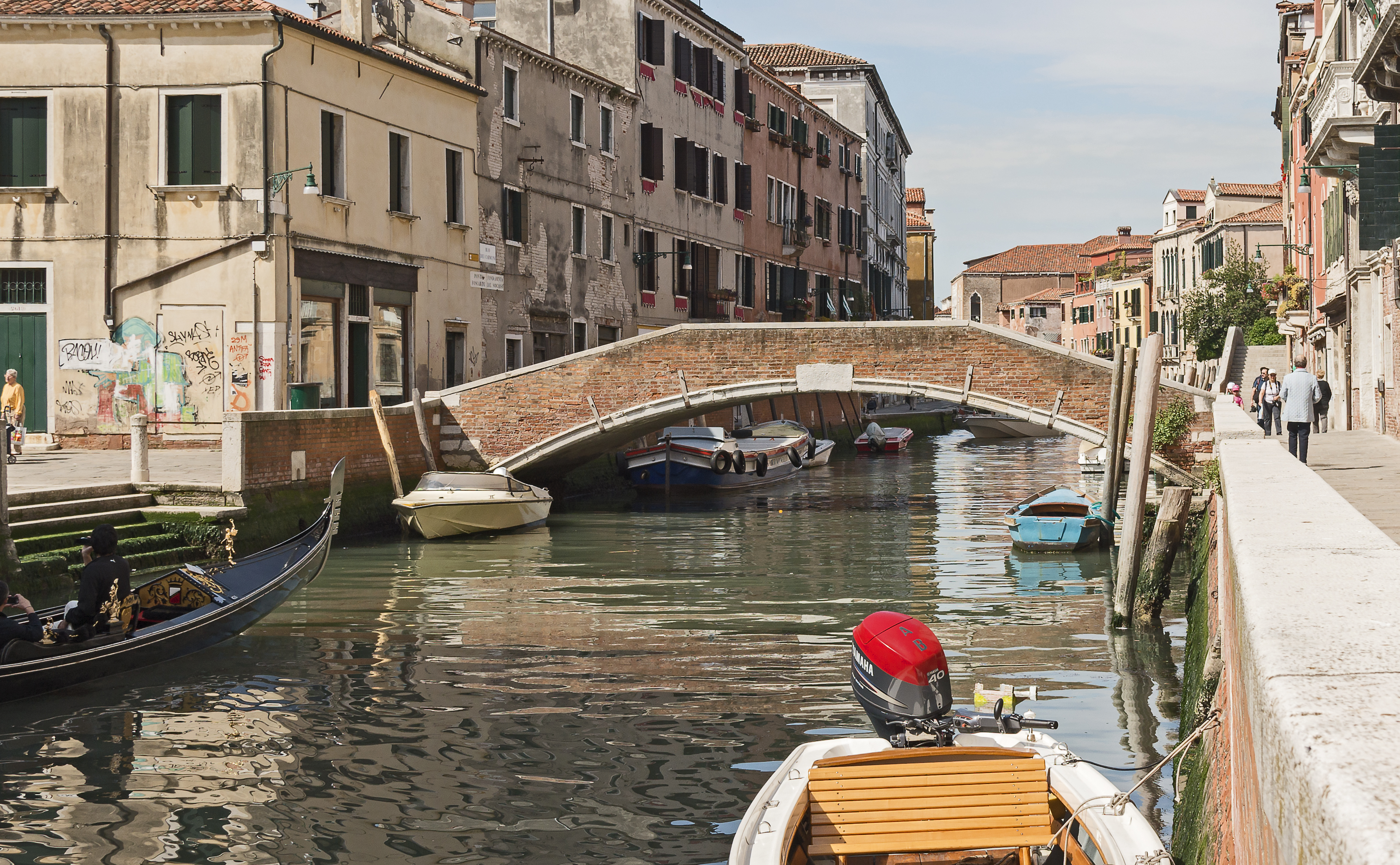
Pont Foscarini sur le rio del Carmini à Venise.
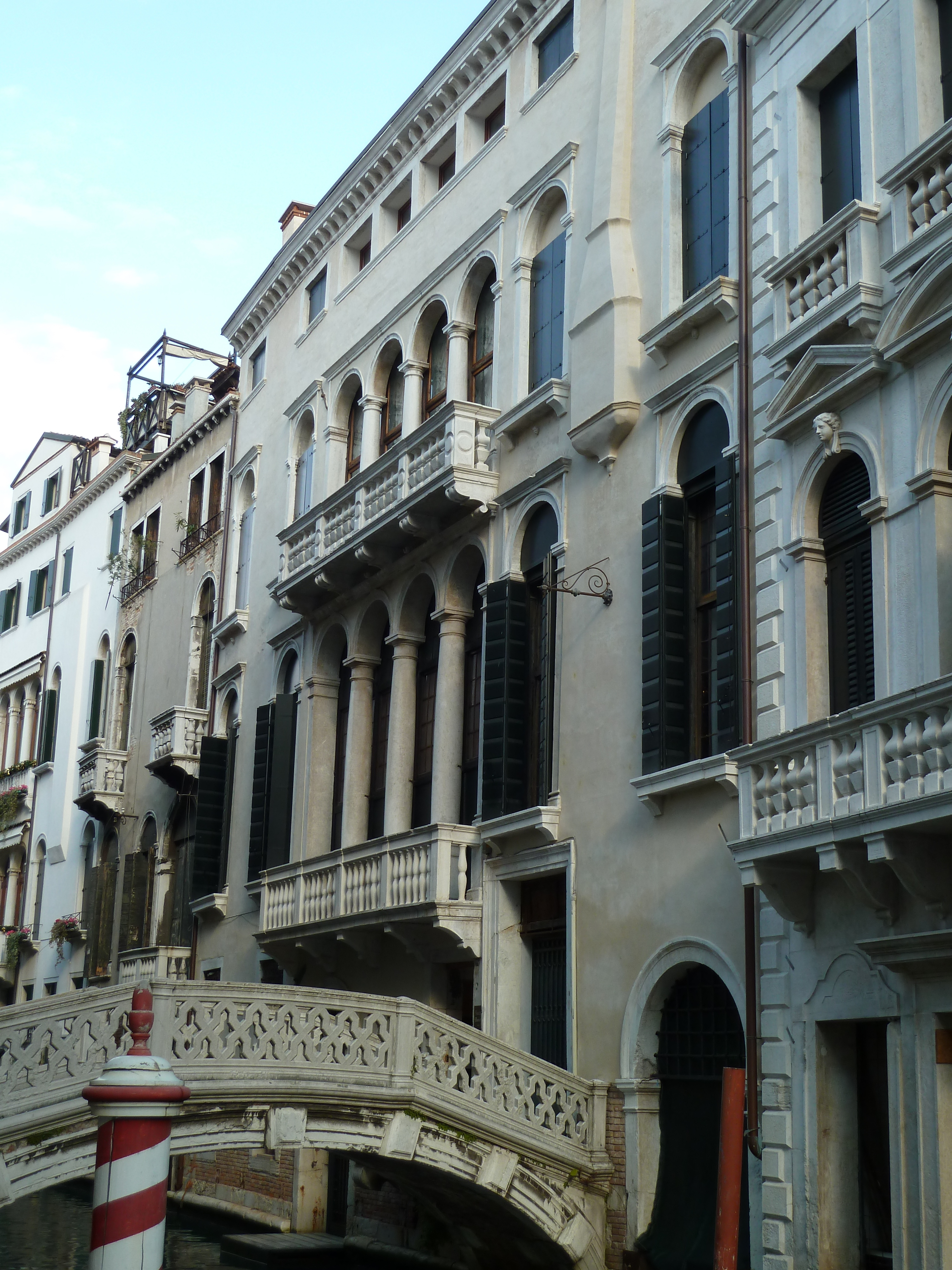
Palais Foscarini à Castello, Venise.
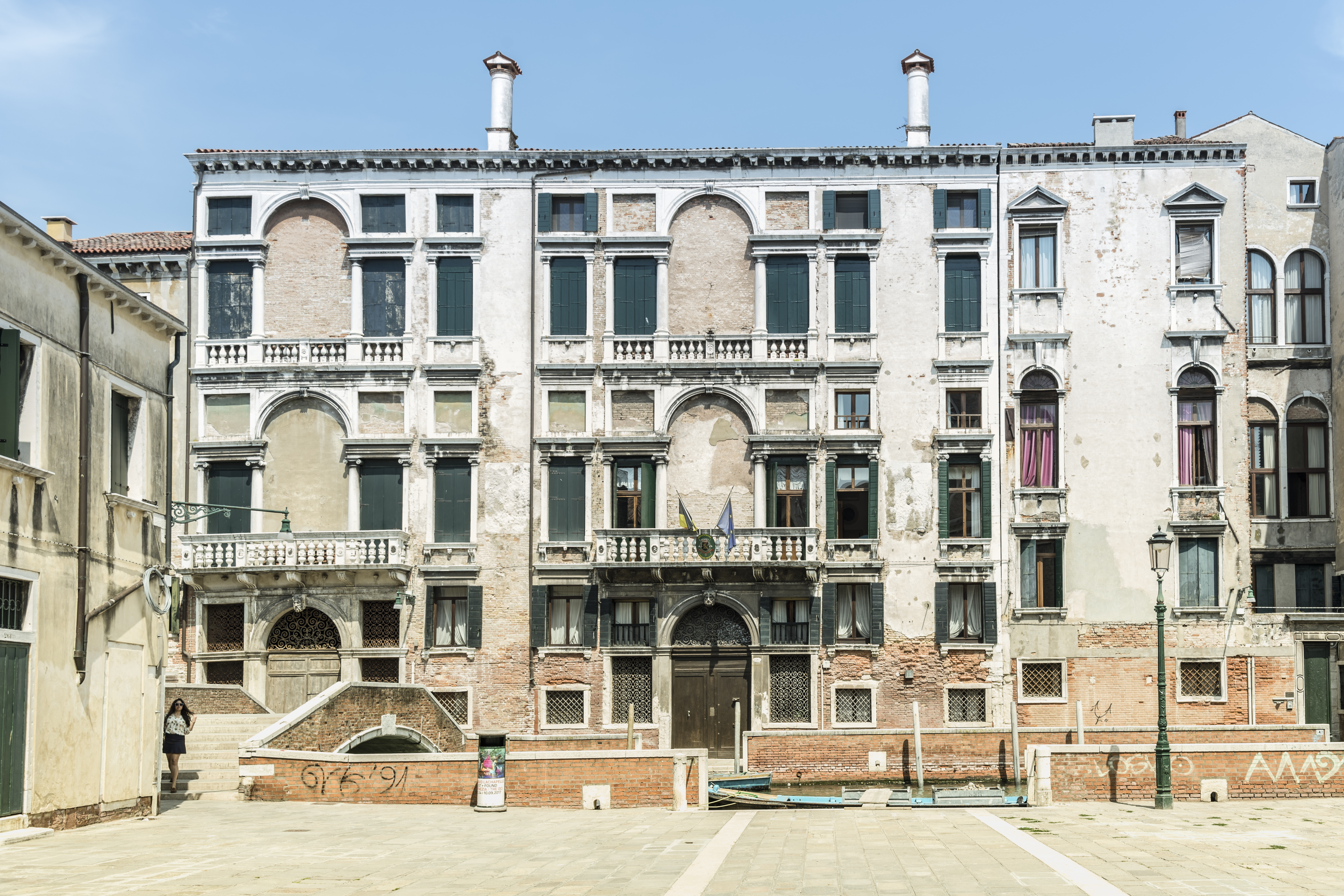
Palais Foscarini aux Carmini, Venise.